# 图赫里勒号导弹护卫舰
“图赫里勒”号导弹护卫舰（PNS Tughril舷号261）是巴基斯坦海军第一艘054A型导弹护卫舰，也是他们第一艘配备垂直发射系统的军舰。可以单独或者协同海军其他兵力攻击敌水面舰艇及潜艇，具有较强的远程警戒和防空作战能力。由沪东造船厂于2018年12月开工建造，2020年8月22日下水命名，2021年11月18日交付，2022年1月24日入列。
该舰舰名取自塞尔柱帝国的开国皇帝图赫里勒·贝格，其入列命名授旗仪式于2022年1月24日在巴基斯坦卡拉奇的“真纳”海军码头举行。